# Ardan (cheval)
Pour les articles homonymes, voir Ardan.
Ardan (1941-1959) est un cheval de course pur-sang anglais, vainqueur du Prix de l'Arc de Triomphe en 1944.

## Carrière de courses
Né dans la pourpre (Pharis et Adargatis) et fer de lance de l'élevage Boussac, Ardan compte parmi les meilleurs éléments de sa génération à 2 ans, puisqu'il remporte le Prix Robert Papin et prend des accessits d'honneur dans le Prix Morny et le Grand Critérium. Mais à 3 ans il prend le leadership dans un programme bousculé par les aléas de la guerre et l'occupation de Longchamp par l'armée allemande. Ardan aligne quatre victoires consécutives dans les préparatoires au Prix du Jockey Club, dans lequel il s'impose sans coup férir. Il est même tout près de confirmer dans le Grand Prix de Paris, mais il gêne le cheval de l'écurie Dupré Deux-Pour-Cent et Sampiero, qui l'avait battu dans le Morny, et le premier nomme hérite de la victoire sur tapis vert. En septembre, il doit se contenter d'une autre troisième place, dans le Prix Royal Oak, mais il renoue avec le succès le jour J, dans le Prix de l'Arc de Triomphe, où il domine le vétéran Un Gaillard (Grand Prix de Saint-Cloud) et Deux-Pour-Cent, sur lequel il prend sa revanche.
En 1945, Ardan continue d'accumuler les victoires, raflant notamment le Grand Prix de Saint-Cloud. Il se présente donc comme le favori à sa propre succession dans le Prix de l'Arc de Triomphe, d'autant que Marcel Boussac a préféré orienter son nouveau crack, l'invaincu Caracalla, pour lui laisser le champ libre. Mais Ardan manque le doublé, devant s'avouer vaincu devant la championne de 3 ans Nikellora, qui a bouclé la Triple Couronne des pouliches (Poule d'Essai des Pouliches, Prix de Diane, Prix Vermeille).
Ardan repart en campagne à 5 ans et n'a rien perdu de sa verve. Il s'impose pour sa première et dernière incursion à l'étranger dans la Coronation Cup en juin à Epsom, puis manque le doublé dans le Grand Prix de Saint-Cloud, battu par son compagnon d'écurie, le champion Coaraze. En revanche il réussit le doublé dans le Prix Kergorlay à Deauville, signe qu'il reste très compétitif. Pourtant, dans le  Prix de l'Arc de Triomphe 1946, Ardan est chargé du rôle ingrat de leader, dévolu au nouveau fer de lance de l'écurie Boussac qu'est l'invaincu Caracalla. Celui-ci s'impose, mais Ardan, au courage, parvient à conserver une méritoire quatrième place derrière les deux meilleurs 3 ans français, Prince Chevalier (Jockey Club) et Pirette (Prix de Diane), prouvant qu'il peut toujours en remontrer à la jeunesse. Ce sera la dernière course de sa formidable carrière, et la seule fois où il ne termine pas sur le podium, en 23 apparitions.

### Résumé de carrière
| Date        | Hippodrome       | Pays        | Course                    |             | Jockey          | Place         | Vainqueur ou deuxième |
| 1943, 2 ans | 1943, 2 ans      | 1943, 2 ans | 1943, 2 ans               | 1943, 2 ans | 1943, 2 ans     | 1943, 2 ans   | 1943, 2 ans           |
| ----------- | ---------------- | ----------- | ------------------------- | ----------- | --------------- | ------------- | --------------------- |
|             | ―                | France      | ―                         | ―           | J. Doyasbère    | 1er           | ―                     |
| Juillet     | Maisons-Laffitte | France      | Prix Robert Papin         | 1 200 m     | J. Doyasbère    | 1er           | Le Volcan             |
| Août        | Deauville        | France      | Prix Morny                | 1 200 m     | J. Doyasbère    | 2e            | Sampiero              |
| Octobre     | Le Tremblay      | France      | Grand Critérium           | 1 600 m     | J. Doyasbère    | 2e            | Priam                 |
| 1944, 3 ans |                  |             |                           |             |                 |               |                       |
| Avril       | Le Tremblay      | France      | Prix de Guiche            | 1 800 m     | J. Doyasbère    | 1er           | ―                     |
| Avril       | Le Tremblay      | France      | Prix Greffulhe            | 2 100 m     | J. Doyasbère    | 1er           | Vole Vite             |
| Mai         | Le Tremblay      | France      | Prix Hocquart             | 2 100 m     | J. Doyasbère    | 1er           | Laborde               |
| Mai         | Le Tremblay      | France      | Prix Lupin                | 2 100 m     | J. Doyasbère    | 1er           | Sampiero              |
| 11 juin     | Le Tremblay      | France      | Prix du Jockey Club       | 2 300 m     | J. Doyasbère    | 1er           | Sampiero              |
| Juillet     | Le Tremblay      | France      | Grand Prix de Paris       | 3 000 m     | J. Doyasbère    | 3e (1errétr.) | Deux-Pour-Cent        |
| Septembre   | Le Tremblay      | France      | Prix Royal Oak            | 3 100 m     | J. Doyasbère    | 3e            | Samaritain            |
| octobre     | Le Tremblay      | France      | Prix de l'Arc de Triomphe | 2 300 m     | J. Doyasbère    | 1er           | Un Gaillard           |
| 1945, 4 ans |                  |             |                           |             |                 |               |                       |
| Mars        | Longchamp        | France      | Prix Boiard               | 2 000 m     | J. Doyasbère    | 1er           | Micipsa               |
| Avril       | Longchamp        | France      | Prix d'Hédouville         | 2 000 m     | J. Doyasbère    | 1er           | Micipsa               |
| Juillet     | Maisons-Laffitte | France      | Grand Prix de Saint-Cloud | 2 500 m     | J. Doyasbère    | 1er           | Priam                 |
| Mai         | Deauville        | France      | Prix Kergorlay            | 3 000 m     | ―               | 1er           | Samaritain            |
| Octobre     | Longchamp        | France      | Prix de l'Arc de Triomphe | 2 400 m     | ―               | 2e            | Nikellora             |
| 1946, 5 ans |                  |             |                           |             |                 |               |                       |
|             | ―                | France      | ―                         | 2 400 m     | ―               | 1er           | ―                     |
|             | ―                | France      | ―                         | 2 500 m     | ―               | 1er           | ―                     |
| Juin        | Epsom            | Royaume-Uni | Coronation Cup            | 2 400 m     | Charlie Elliott | 1er           | Rising Light          |
| Juillet     | Saint-Cloud      | France      | Grand Prix de Saint-Cloud | 2 500 m     | ―               | 2e            | Coaraze               |
| Aoüt        | Deauville        | France      | Prix Kergorlay            | 3 000 m     | ―               | 1er           | Prince Ski            |
| 4 octobre   | Longchamp        | France      | Prix de l'Arc de Triomphe | 2 400 m     | J. Doyasbère    | 4e            | Caracalla             |

## Au haras
Installé dans un premier temps au Haras de Fresnay-Le-Buffard, le fief normand de Marcel Boussac, Ardan rejoint trois ans plus tard, pour $ 400 000, le haras américain Spendthrift Farm à Lexington, Kentucky. Mais il s'est avéré un étalon moyen. Néanmoins, il est l'auteur de l'Américaine Indian Legend (Frizette Stakes) et du sprinter anglais Hard Sauce (July Cup), père de Hard Ridden (Irish 2000 Guineas, Derby d'Epsom). Souffrant de problèmes cardiaques, Ardan meurt en 1959.

## Origines
Ardan est un fils de l'étoile filante Pharis, invaincu lors des seules trois courses qu'il disputa, sa carrière étant interrompue lorsqu'il fut kidnappé et envoyé en Allemagne par les Nazis en 1940. Son doublé Prix du Jockey Club / Grand Prix de Paris a toutefois laissé le temps d'entrevoir son immense talent. Tête de liste des étalons en France en 1944, il revint après la guerre à Fresnay-Le-Buffard et reprit son œuvre d'étalon.
Adargatis, la mère d'Ardan, était une championne, lauréate du Prix de Diane. L'une de ses sœurs, La Troienne, ne gagna jamais une course mais devint l'une des plus importantes poulinières de l'élevage américain.

### Pedigree
| Origines de Ardan (FR), mâle bai brun né en 1941 | Origines de Ardan (FR), mâle bai brun né en 1941 | Origines de Ardan (FR), mâle bai brun né en 1941 | Origines de Ardan (FR), mâle bai brun né en 1941 |
| ------------------------------------------------ | ------------------------------------------------ | ------------------------------------------------ | ------------------------------------------------ |
| Père Pharis                                      | Pharos                                           | Phalaris                                         | Polymelus                                        |
| Père Pharis                                      | Pharos                                           | Phalaris                                         | Bromus                                           |
| Père Pharis                                      | Pharos                                           | Scapa Flow                                       | Chaucer                                          |
| Père Pharis                                      | Pharos                                           | Scapa Flow                                       | Anchora                                          |
| Père Pharis                                      | Carissima                                        | Clarissimus                                      | Radium                                           |
| Père Pharis                                      | Carissima                                        | Clarissimus                                      | Quintessence                                     |
| Père Pharis                                      | Carissima                                        | Casquetts                                        | Captivation                                      |
| Père Pharis                                      | Carissima                                        | Casquetts                                        | Cassis                                           |
| Mère Adargatis                                   | Asterus                                          | Teddy                                            | Ajax                                             |
| Mère Adargatis                                   | Asterus                                          | Teddy                                            | Rondeau                                          |
| Mère Adargatis                                   | Asterus                                          | Astrella                                         | Verdun                                           |
| Mère Adargatis                                   | Asterus                                          | Astrella                                         | Saint Astra                                      |
| Mère Adargatis                                   | Hélène de Troie                                  | Helicon                                          | Cyllène                                          |
| Mère Adargatis                                   | Hélène de Troie                                  | Helicon                                          | Vain Duchess                                     |
| Mère Adargatis                                   | Hélène de Troie                                  | Lady of Pedigree                                 | St. Denis                                        |
| Mère Adargatis                                   | Hélène de Troie                                  | Lady of Pedigree                                 | Doxa (famille 1-s)                               |